# Kerk van Oostwold (Westerkwartier)
De kerk van Oostwold is een kerkgebouw uit 1908 in het Groningse dorp Oostwold in de gemeente Westerkwartier. De huidige kerk verving een voorganger uit de middeleeuwen.
De preekstoel uit de 17e eeuw uit de vroegere kerk is bewaard gebleven in de huidige kerk. Vanwege deze preekstoel werd de kerk in 1973 aangewezen als rijksmonument.
Bij de kerk een klokkenstoel met een klok uit 1674 van P. Overney. De kerk is niet meer in gebruik.